# Zahlensymbolik

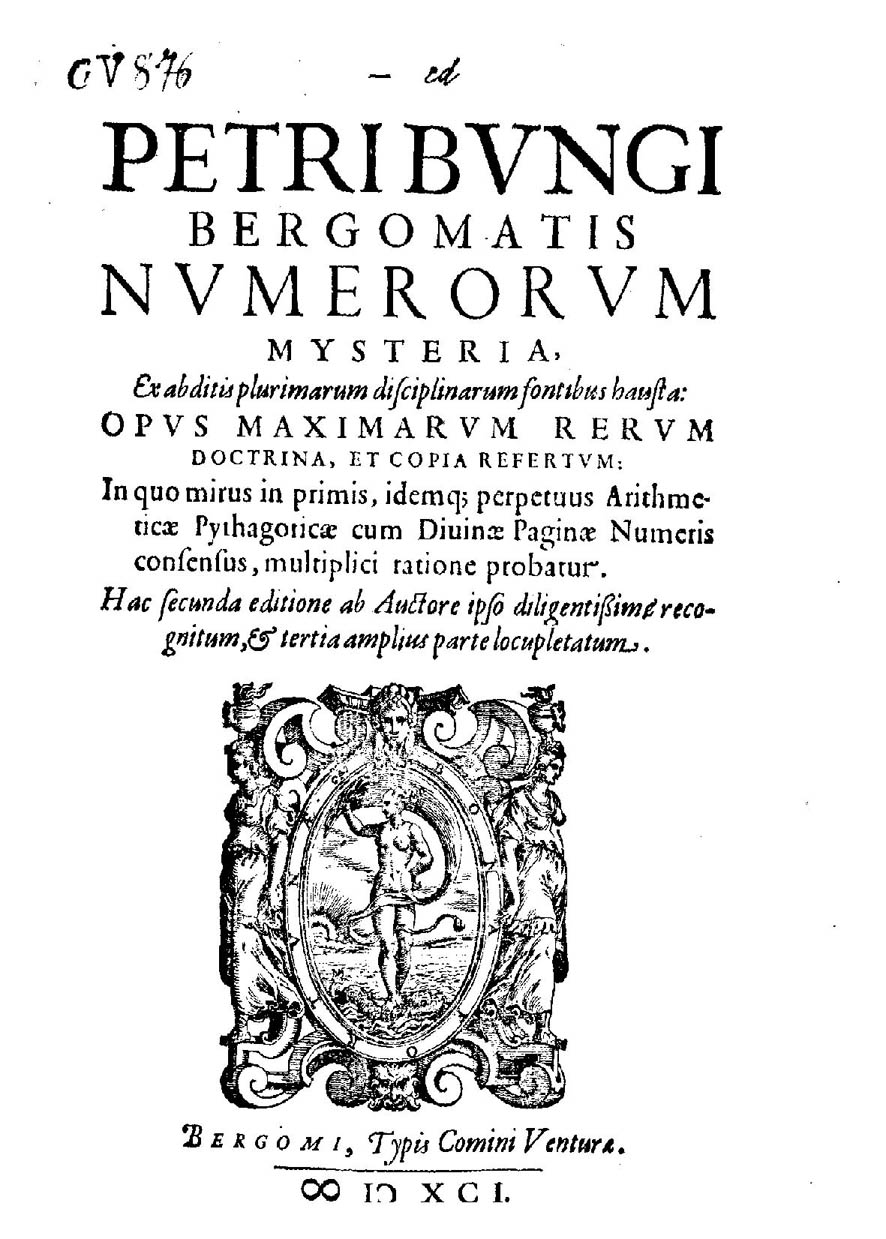
Numerorum mysteria von Pietro Bongo, 1591

Unter Zahlensymbolik (auch Zahlenmystik, Zahlenspekulation oder Numerologie) versteht man die Zuweisung von Bedeutungen an einzelne Zahlen oder Zahlenkombinationen, wobei die Zahlen eine symbolische Funktion erhalten, die über ihre mathematische Funktion hinausverweisen. Diese Symbolik wird, mit Unterschieden in Ausprägung und Funktion, in Religion, Liturgie, Literatur, Brauchtum und Aberglaube beachtet und spielt darüber hinaus bei der Erforschung historischer Formen der Musik, Architektur, Medizin, Kunst und des Rechts eine Rolle.

## Einführung
Im Gegensatz zum mathematischen Zahlenverständnis, bei dem Zahlen rein formale Funktionen haben, weist die Zahlenmystik bestimmten Zahlen darüber hinausgehende Bedeutungen zu. In Brauchtum, Mystik und Religion treten mit Bedeutsamkeit aufgeladene Zahlen als Symbol, als Metapher oder in der Struktur von Riten (bspw. Orakeln) oder Bauwerken auf. Diese Zahlen erhalten einen spezifischen Charakter, eine individuelle Qualität und Eigenschaften, etwa „männlich“, „weiblich“, „glückverheißend“ oder „heilig“, der je nach Kulturkreis durchaus variieren kann. Dabei werden oft auch Werturteile über Dinge auf mit ihnen verknüpfte Zahlen übertragen oder umgekehrt Werturteile über Zahlen auf die mit ihnen verknüpften Dinge.
Fast alle zahlensymbolischen Systeme betrachten die einstelligen Zahlen von Eins bis Sieben sowie die Zehn. Dies dürfte auf die Mondphasen und die daraus abgeleiteten kulturellen Konventionen wie die Siebentägigkeit der Woche zurückgehen. Die Zahl Zehn ist auch grundlegend für das Dezimalsystem, ausgehend von der Zehnfingrigkeit der Hände.
Zahlensymbolik ist weltweit in zahlreichen Kulturen und Religionen verbreitet. Vor allem im Mittelalter strebten Verfasser wissenschaftlicher Texte gemäß Konrad Goehl oft eine Zahlenharmonie an. Die erste und umfassende Systematik der abendländischen Numerologie auf der Grundlage symbolischer Bibelexegese wurde im ausgehenden 16. Jahrhundert von Pietro Bongo erarbeitet.

## Hintergrund
Wissenschaftliche Theorien werden oftmals als „Numerologie“ bezeichnet, wenn der ursprüngliche Zweck der Studie auf einer Reihe von Mustern basiert, anstatt auf wissenschaftlichen Beobachtungen zu beruhen. Dieser umgangssprachliche Gebrauch des Begriffs ist in wissenschaftlichen Kommentaren weit verbreitet und wird im Wesentlichen dafür verwendet, um eine Theorie bzw. eine wissenschaftliche Publikation als zweifelhaft zu verwerfen.
Das bekannteste Beispiel der Numerologie in der Wissenschaft ist die Large Number Hypothesis, die 1937 von Paul Dirac aufgestellt wurde. Dabei handelt es sich um eine Theorie, die sich mit der seltsamen Häufung von absoluten Verhältnissen in der Größenordnung der Zahl 1040 beschäftigt. Mit der Hypothese beschäftigten sich auch andere Persönlichkeiten, wie der Mathematiker Hermann Weyl und der Astronom Arthur Stanley Eddington.
Mit naturwissenschaftlichen Methoden sind zahlensymbolische (numerologische) Praktiken etwa zum Zwecke des Wahrsagens oder zur Gewinnung okkulter Erkenntnisse nicht überprüfbar und wegen ihres weiten Interpretationsspielraumes nicht falsifizierbar. Damit entziehen sie sich naturwissenschaftlichem Urteil. Die Naturwissenschaften ordnen numerologische Praktiken deshalb dem Bereich des Aberglaubens zu und werten sie generell als Irrglaube. Dies wird auch gegen Behauptungen ins Feld geführt, symbolträchtige Zahlenverhältnisse würden Naturgegebenheiten (Kristallographie, Pflanzenwuchsformen) getreu abbilden, desgleichen gegen Hypothesen, die eine verborgene Zahlensymbolik in Bauwerken wie der Cheops-Pyramide annehmen und in ihrer Argumentation archäologische Befunde mit astrophysikalischen und geophysikalischen Gegebenheiten verknüpfen.
Die Entdeckung atomarer Triaden, die sich mit den Elementen einer Gruppe oder Spalte des Periodensystems beschäftigt, wurde als eine Form der Numerologie bezeichnet, die schließlich zur Entstehung des Periodensystems führte. In diesen Triaden wird das durchschnittliche Atomgewicht des leichtesten und schwersten Elements einer Gruppe errechnet, welches dann annähernd dem Atomgewicht des mittleren Elements entspricht. Obwohl diese Methode nicht mit jedem Triplett funktioniert, basierten manche wissenschaftliche Arbeiten in der Folge auf dieser Beobachtung.
Zu den weiteren Wissenschaften, die sich mit Zahlensymbolik befassen, gehören die Linguistik (Zahlen als semantisch relevante Objekte) und die Kulturwissenschaften (Zahlen in Brauchtum, Ritus und Aberglaube). Außerdem können esoterische Praktiken zahlensymbolischer Orakeltechnik unter dem Begriff Numerologie hinsichtlich ihrer sozialen und psychologischen Auswirkungen auf Individuum und Gesellschaft ein Gegenstand von sozial- und kulturwissenschaftlichem Interesse sein.

### Alchemie
Manche Theorien in der Alchemie lassen sich auf numerologische Prinzipien zurückführen. Beispielsweise basierte der iranische Alchemist Dschābir ibn Hayyān seine Experimente auf einem eigens ausgearbeiteten numerologischen System aufgrund der Bezeichnung der verwendeten Substanzen in arabischer Sprache.

### Zahlenschriften (Zahlen aus Wörtern)
Es gibt zahlreiche Zahlenschriften, die bestimmten Buchstaben im Alphabet einen numerischen Wert geben. Beispiele hierfür sind das Abdschad, die hebräische Zahlschrift, die griechische Zahlschrift und die armenische Zahlschrift. Die jüdische Tradition der Interpretation von Worten aufgrund ihrer numerischen Werte wird Gematrie genannt. Das arabische System der Numerologie ist das Abdschad. In diesem System hat jeder Buchstabe des arabischen Alphabets einen bestimmten Wert.
Zur Zahlensymbolik gehört auch die Umwandlung von Wörtern in Zahlenwerte. Hierzu werden einzelnen Buchstaben Zahlenwerte zugeordnet, die dann gemäß verschiedenen Rechenverfahren, die in der Regel die Bildung der Quersumme beinhalten, in Ergebniszahlen resultieren.

## Zahlensymbolik in der Bibel
In der Bibel haben Zahlen oft eine symbolische Bedeutung. Es gilt, dass die Exegese und Analyse historischer und religiöser Texte ohne zahlensymbolisches Verständnis kaum möglich ist.
Im Frühmittelalter stellte schon Isidor von Sevilla in seinen Etymologiae den Erkenntniswert der Zahlensymbolik für die Theologie heraus:
Die Bedeutung der Zahlen ist nicht zu verachten. An vielen Stellen in den heiligen Schriften wird nämlich deutlich, welch großes Geheimnis sie enthalten. Denn nicht umsonst heißt es in den Lobpreisungen Gottes: »Du hast alles nach Maß und Zahl und Gewicht gemacht.« Die Zahl Sechs, die durch ihre Teiler vollkommen ist, zeigt die Vollkommenheit der (in sechs Tagen erschaffenen) Welt durch ihre Zahlenbedeutung an. In gleicher Weise lassen sich die vierzig Tage, die Moses, Elias und der Herr selbst gefastet haben, ohne Erkenntnis der Zahlen nicht verstehen. So kommen in den heiligen Schriften noch andere Zahlen vor, deren uneigentlichen Sinn nur Kenner dieser Fachwissenschaft deuten können. (Isid. orig. 3.4.1)
Das Alte Testament und das Neue Testament enthalten viele Zahlenangaben, die in der Geschichte der Bibelexegese nach der Lehre vom vierfachen Schriftsinn bis zum Spätmittelalter intensiv buchstäblich und allegorisch ausgelegt worden sind. Dabei werden Zahlen, die sowohl im Alten wie im Neuen Testament vorkommen, oftmals typologisch als auf den späteren christlichen Sinn vorausdeutend interpretiert. So wurden die vier viergesichtigen und vierflügligen Wesen in der Vision des Ezechiel (in Hes 1,4 ) spätestens seit Hieronymus als Typen der vier Evangelisten gedeutet.
Die moderne historisch-kritische Exegese hat die Zahlen-Hermeneutik als Allegorese fallengelassen. Es bleibt umstritten, inwieweit die alttestamentlichen und neutestamentlichen Autoren bewusst die jüdische Zahlensymbolik (Gematrie) anwandten, d. h. dass Zahlenwerte einzelnen Wörtern zugewiesen wurden, weil die hebräischen Buchstaben zugleich Zahlen bezeichnen (hebräische Zahlschrift).
Insbesondere in den Schriften des Johannes und apokalyptischen Schriften spielen Zahlen eine Rolle, da sie als systematisierend und die Weltordnung übersichtlicher machend empfunden werden. Der Ursprung biblisch-apokalyptischer Zahlensymbolik ist in der babylonischen Zahlenspekulation zu sehen.
| Zahl    | Beschreibung der Bedeutung | Beispiel(e) in der Bibel |
| ------- | --- | --- |
| Eins    | Die Zahl steht für Einheit, Unteilbarkeit und Gott (Offb 1,17 ). | Gott bedarf als der Eine keines Vermittlers (Gal 3,19f ). |
| Zwei    | Die Zahl steht für Polarität, Wiederholung, Verstärkung und Wahrhaftigkeit, aber auch für die Umschreibung des Ganzen durch die Betrachtung von zwei Seiten, z. B. können Konflikte durch zwei unterschiedliche Personen aufgezeigt werden.                                         | Wahrhaftigkeit eines Zeugnisses (Dtn 17,6 ) (Mt 18,16 ) |
| Drei    | Drei bedeutet ursprünglich, dass etwas in sich geschlossen ist, z. B. die Trinität Gottes. Es ist Zahl der Familie; aus zwei Personen (Vater, Mutter) werden drei (Kind). Darüber hinaus stellen drei Tage den Zeitraum dar, in dem ein von Gott ausgehendes Geschehen sich erfüllt | Offenbarung am Sinai (Ex 19,17 ), Auferstehung Jesu am dritten Tag (1 Kor 15,4 ). Auch die drei Patriarchen (Abraham, Isaak, Jakob; Gen), der dreifache Segen (Num 6,22ff ) weisen auf die Besonderheit dieser Zahl hin. |
| Vier    | Diese Zahl markiert die Vollständigkeit in Bezug auf die Dimensionen der Welt (4 Himmelsrichtungen) | Vier Paradiesströme (Gen 2,10-14 ), vier Enden der Welt (Jes 11,12 ). Häufig sind auch prophetische Visionen (Ez 1,5 ); (Sach 2,1-4 ) und weisheitliche Zahlensprüche (Spr 30 ) von der Zahl 4 geprägt. |
| Sieben  | Diese Zahl, die Summe aus 3 und 4, gilt als heilige Zahl, die Vollständigkeit im Blick auf das Universum markiert, wie die Erschaffung der Welt an sieben Tagen im ersten Schöpfungsbericht (Gen 1,1ff ).                                                                           | Rituelle Zeiträume umfassen oft sieben Tage (z. B. bei Trauerzeiten, Reinigungsriten). Auch die siebenfachen Besprengungen mit Öl, Blut, Wasser (Lev 14 ) oder das siebenmalige Untertauchen im Fluss (sc. Jordan) (2 Kön 5,14 ) unterstreichen den rituellen Charakter dieser Zahl. Der Pharao träumte von sieben fetten und sieben mageren Kühen (Gen 41,2–7 ), die ihm Joseph als sieben fette und sieben magere Jahre deutete. Der Stammbaum Jesu in den Evangelien ist durch diese Zahl strukturiert: 3*14 Generationen (Mt 1,17f ) oder 77 Vorfahren (Lk 3,23-38 ). In der Offenbarung wird die Zahl sehr oft erwähnt. Die Offenbarung richtet sich an sieben Gemeinden (Offb 1,4 ). Der Verfasser der Offenbarung schreibt an sieben Gemeinden in Kleinasien einen Brief – die „Sieben Sendschreiben“ (Offb 2-3 ), was die Bedeutung dieser Zahl im Sinn von „Vollständigkeit“ unterstreicht. Johannes sieht ein Buch mit sieben Siegeln (Offb 5,1 ); sieben Engel blasen in sieben Posaunen (Offb 8,6 ) und sieben Engel gießen sieben Schalen göttlichen Zorns auf die Erde (Offb 15,7 ). |
| Zwölf   | Die Zahl, das Produkt aus 3 und 4, steht für Vollständigkeit und Vollendung. | Ausgehend von den zwölf Söhnen Jakobs (Gen 35,22-27 ) gliederte sich das Volk Israel in Zwölf Stämme (Gen 49,3–28 ). Diese Zahl schlägt sich auch im Zwölferkreis Jesu (Mk 3,13-19 ) sowie im erweiterten Kreis von 72 Jüngern nieder (Lk 10,1.7 ). Jesus berief zwölf Apostel (Mt 10,2–4 ). Das Himmlische Jerusalem sollte zwölf Tore haben und eine Länge von 12.000 Stadien (Offb 21,12-14 ). Johannes erfährt in seiner Offenbarung, dass die Zahl der „versiegelten“ Israeliten 144.000 beträgt, je 12.000 aus den zwölf Stämmen Israels (Offb 7,4 ). |
| Vierzig | Die Zahl Vierzig wird oft für längere Zeiträume verwendet und ist in der Bibel oft eine Zeit der Vorbereitung oder der Buße. | Vierzig Tage und vierzig Nächte regnete es während der Sintflut (Gen 7,4 ), vierzig Jahre wanderte das Volk Israel nach dem Auszug aus Ägypten durch die Wüste (Ex 16,35 ) (Dtn 8,2 ) und vierzig Tage wiederum dauerte der Aufenthalt Moses auf dem Berg Sinai (Ex 24,18 ). Vierzig Tage gab der Prophet Jona der Stadt Ninive, sich zu bekehren (Jona 3,4 ), und vierzig Tage und Nächte wanderte Elias bis zu Berg Horen hinauf (1 Kön 19,8-9 ) Die Evangelien berichten, dass Jesus vierzig Tage fastete, als er in der Wüste versucht wurde (Mk 1,3 ) (Mt 4,2 ). |
| 666     | | Zahl des Tieres in der Offenbarung des Johannes (Offb 13,18 ). |

## Zahlensymbolik in Kulturen und Religionen

### Babylonien
Für altorientalische Religionen wie z. B. in Babylon haben Zahlen eine mystische Bedeutung. Bestimmte Zahlen entsprechen dem Einfluss der Gestirne und Konstellationen
- eins: Ist das Zeichen für Einheit.
- zwei: Ist das Zeichen für die Zweiteilung des Weltalls, oben und unten; auch Mond und Sonne, Winter und Sommer wurden damit in Verbindung gebracht.
- drei: Entspringt der Dreiteilung des Kosmos in drei Sphären der Fixsterne; ebenso Dreiteilung des irdischen Alls in Lufthimmel, Erde und Ozean. Auch die Trias Vater, Mutter, Sohn (Enki, Ninḫursanga, Marduk) lässt sich damit in Verbindung bringen.
- vier: Die vier Weltecken, vier Weltrichtungen, vier Winde, vier Jahreszeiten, vier Phasen des Mondes usw. stehen damit in Zusammenhang.
- fünf: Das mystische Pentagramm entstand durch Hinzuziehen der Venus als fünfte Dimension zu den Planeten der vier Weltecken. Die Woche von fünf Tagen, die kosmischen Türme von fünf Stufen sind zu identifizieren.
- sechs: Zahl des Hadad. Sechs Doppelmonate, sechs Weltalter. Zuweilen wird das Sonnenrad mit sechs Strahlen dargestellt.
- sieben: Zahl der Gestirne (Sonne, Mond, Planeten Merkur-Jupiter), sieben kosmische Türme mit sieben Stufen, sieben Locken des Gilgamesch, sieben Zweige des Lebensbaums, sieben Plejaden, sieben Hauptsterne am großen Himmelswagen, sieben Namen des Mars, sieben Wochentage mit Hervorhebung des 7. als Unglückstag. Sieben Tage steigt die babylonische Flut, sieben Tage fällt die Flut, sieben Sühneriten, Schlange mit sieben Köpfen oder sieben Zungen. Sieben Tore hat die Unterwelt in der Höllenfahrt der Ištar.
- acht: Ist die Zahl der Ištar-Venus. Sie wird durch ein 8-strahliges Zeichen dargestellt, verdreifacht bedeutet das Zeichen „Stern“. Acht Richtungen der Windrose, acht Speichen des Glücksrades, acht Tore hat ein Bauwerk Sanheribs.
- neun: Hervorgehoben in bestimmten Kalendersystemen, zerlegt in 3 × 3; multipliziert mit 3 ergibt den Tag, an dem sich Mond und Sonne die Bestimmung teilen (27).
- zehn: Zahl des Marduk.
- elf: Die elf Strahlen Marduks, elfsaitige Harfe aus Telloh.
- zwölf: Zahl des Nergal. Grundlage des Duodezimalsystems (5 + 7; 5 × 12). Der zwölfjährige Umlauf des Jupiter, Zwölfteilung des Tierkreises, 12 Doppelstunden für den Tag. 12 Schaubrote in den Ritualtafeln, bisweilen auch die Zahl des babylonischen Olymp.
- dreizehn: Die 13 gehört zur Zwölf. Galt als Glückszahl durch (12 + 1) Götterpaare.
- vierzehn: Zahl der bösen Dämonen. Verdoppelung der Sieben. Vierzehn Tore hat die Unterwelt in der Legende, vierzehn Nothelfer begleiten Nergal in die Unterwelt. Siehe aber auch die christlichen heiligen vierzehn Nothelfer in positiver Bedeutung.
- fünfzehn: Zahl der Ištar. Ruhetag im Mondlauf, Vollmondstag, Nebukadnezar baut in 15 Tagen seinen Palast. Niniveh, Stadt der Ištar hat 15 Tore.
- siebenundzwanzig: jeden 27. Tag treffen sich Mond und Sonne, um ihre Bestimmung zu teilen.
- 30: der Mondgott Sin, der meist als d30 geschrieben wird.
- fünfzig: 50 Ehrennamen des Marduk, 50 Tempel.
- siebzig: Zahl des vollendeten Kreislaufs.
- zweiundsiebzig: 72 Älteste; Sonnenrechnung (5 × 72 = 360); Präzessionszahl (in 72 Jahren wandert der Frühlingspunkt um 1 Grad).
- dreihundertsechzig: Rundzahl des Jahres. 30 × 12 Brote aus Weizenmehl werden beim Tempelbau-Ritus aufgelegt.

### Pythagoreer
Pythagoras und seine Anhänger, die Pythagoreer, betracht(et)en die Zahl als den Urstoff, aus dem alles geworden ist und noch immer besteht. Von besonderer Bedeutung sind die Quadratzahlen („gleich mal gleich“), welche eine Abgeschlossenheit repräsentieren.
- Eins: Unteilbare Einheit, Wesenheit, Entität. Quadratzahl 1=1⋅1.
- Zwei: Dialektischer Gegenpart zur Eins.
- Drei: Gleichgewicht aus Eins und Zwei, Synthese der dialektischen Parts (Trinität, Dreieinigkeit). Dreieck als geometrisches Symbol.
- Vier: Gesamtheit des Irdischen, Leidenschaften. Quadratzahl 4=2⋅2, Quadrat als geometrisches Symbol.
- Fünf: Erotik, Ehe.
- Sechs: Harmonie, Schönheit, Liebe.
- Sieben: Geburt, Mystik.
- Acht: Gerechtigkeit. Würfel als geometrisches Symbol.
- Neun: Streben nach Perfektion, Abschluss eines Entwicklungsprozesses. Quadratzahl 9=3⋅3.
- Zehn: Vollkommenheit. Enthält die ersten 4 Symbole, da sie die Summe dieser Zahlen ist: 10=1+2+3+4.

### Ostasien
Eine zentrale Rolle spielt(e) die Zahlensymbolik auch im alten wie modernen China. Von besonderer Bedeutung sind etwa die 3 als Grundlage zahlreicher Triaden, die fünf, die acht, sowie schließlich die 12 als Determinante des Kalenders wie des Tierkreises.
Die 4 (chinesisch 四, Pinyin sì) ist die Unglückszahl, weil sie im Chinesischen ähnlich wie „sterben“ und „Tod“ (chinesisch 死, Pinyin sǐ) klingt. Weitere Unglückszahlen sind die 7 und die 10. Daher werden die Zahlen 4, 7 und 10 in China und Japan möglichst vermieden oder ersetzt.
Die 8 (chinesisch 八, Pinyin bā) ist durch eine Lautähnlichkeit (zu chinesisch 發 / 发, Pinyin fā, „gedeihen“, sinngemäß „Reichtum erlangen“) ein Glückszahl.
Im ostasiatischen Raum herrscht eine Interpretation, die z. B. in die dortige ganzheitliche Baubiologie gemäß der Feng-Shui-Lehre eingeflossen ist. Verwandte Themen sind hier unter anderem die auf Yin und Yang basierende Sichtweise der Welt.

### Bahai-Religion
Bei den Bahai haben die Zahlen Neun und Neunzehn eine besondere Bedeutung.

## Zahlensymbolik in Märchen
In Märchen werden Zahlen als Symbole mit einer magischen Bedeutung dargestellt. Die Zahlen 3, 7 und 13 haben besonders hervorgehobene Bedeutungen, da sie den Hauptfiguren Glück oder Pech bringen. So klappt etwas erst beim dritten Versuch, wie in Der Wolf und die sieben Geißlein, oder die dreizehnte Fee spricht einen Fluch aus (Dornröschen). So ist zum Beispiel in dem Märchen Aschenputtel von drei Kleidern und drei Abenden die Rede. Am dritten Abend verliert sie ihren Schuh, was ihr Glück bringt. Jedoch kommen auch andere Zahlen gehäuft in Märchen vor. Die 12 zum Beispiel kommt oft in Märchen vor, erhält jedoch eine eher neutrale Stellung, da am Ende eine 13te Person hinzukommt oder ähnliches. Oft werden Sprüche wiederholt, was oft 2- oder 4-mal geschieht. In Rapunzel wird zum Beispiel der Satz „Rapunzel, Rapunzel, laß dein Haar herunter“ 4-mal wiederholt.

## Moderner Aberglaube
In den USA wird auch heute noch vermieden, ein 13tes Stockwerk zu benennen. Stattdessen wird es beispielsweise mit „12A“ beziffert oder gleich mit 14. Ähnlich ist es in Flugzeugen oder auf Kreuzfahrtschiffen, wo es keine 13. Sitzreihe oder kein 13. Deck gibt. Auch in Krankenhäusern und Hotels wird auf Zimmer mit der Nummer 13 verzichtet, im Formel-1-Motorsport auf die Wagennummer bzw. Startnummer 13 (nicht aber auf den 13. Startplatz). In Wellington, der Hauptstadt Neuseelands, befinden sich staatliche Büros oft im 13. Stock, weil diese nicht an Geschäftsleute vermietbar sind; diese haben offenbar Bedenken, eine solche Adresse könnte geschäftsschädigend sein. Das Weihenstephaner Bräustüberl in Freising wird von Studenten der TU München als „Hörsaal 13“ bezeichnet. Am Campus Freising-Weihenstephan existiert offiziell kein Hörsaal mit der Nummer dreizehn.
Methoden in Spielen, die den Einsatz von „Glückszahlen“ erlauben (Lotto, Bingo, Roulette usw.) entsprechen dem Konzept der Numerologie. Obwohl keine Strategie angewandt werden kann, die die Chancen des Spielers zu gewinnen erhöht, kann dieser auf „Glückszahlen“ setzen, von denen er glaubt, dass sie ihm helfen könnten. Zwar gibt es keinerlei Evidenz dafür, dass eine solche numerologische Strategie ein besseres Resultat hätte, als das zufällige Setzen irgendwelcher Zahlen, dennoch werden solche Methoden zur Verstärkung der Einsatzmotivation von Casinobetreibern vielfach unterstützt.
Einige Verschwörungstheoretiker messen Zahlen eine große Bedeutung zu, beispielsweise der Dreiundzwanzig. In esoterischen Zirkeln kursieren zudem Theorien zu symmetrischen Zahlen (11:11-Phänomen), welches wissenschaftlich gesehen am ehesten in den Bereich der selektiven Wahrnehmung gehört.

## Fußnote
1. ↑  So wurde etwa das Automodell Alfa Romeo 164 in Japan als 168 angeboten.